# Hanna Aronsson Elfman
Hanna Vilhelmina Aronsson Elfman (ur. 29 grudnia 2002 w Karlstad) – szwedzka narciarka alpejska, trzykrotna medalistka mistrzostw świata juniorów.

## Kariera
Po raz pierwszy na arenie międzynarodowej pojawiła się 3 stycznia 2019 roku w Duved, gdzie w zawodach FIS zajęła dziewiąte miejsce w gigancie. W 2020 roku wzięła udział w mistrzostwach świata juniorów w Narwiku, zajmując między innymi czwarte miejsce w gigancie i piąte w kombinacji. Podczas mistrzostw świata juniorów w Bansku rok później wywalczyła złoty medal w gigancie, a w supergigancie była czwarta. Ponadto na mistrzostwach świata juniorów w St. Anton w 2022 roku była najlepsza w gigancie i slalomie.
W Pucharze Świata zadebiutowała 15 lutego 2020 roku we Kranjskiej Gorze, gdzie nie ukończyła pierwszego przejazdu w gigancie. Pierwsze punkty zdobyła 23 października 2021 roku w Sölden, zajmując w tej samej konkurencji 26. miejsce.
Wystąpiła na igrzyskach olimpijskich w Pekinie w 2022 roku, gdzie nie ukończyła rywalizacji w gigancie, a w zawodach drużynowych zajęła 13. miejsce. Na rozgrywanych rok później mistrzostwach świata w Courchevel/Méribel była jedenasta w zawodach drużynowych i dziesiąta w slalomie.

## Osiągnięcia

### Igrzyska olimpijskie
| Miejsce | Dzień     | Rok  | Miejscowość | Konkurencja      | Czas biegu | Strata | Zwyciężczyni |
| ------- | --------- | ---- | ----------- | ---------------- | ---------- | ------ | ------------ |
| DNF2    | 7 lutego  | 2022 | Pekin       | Gigant           | 1:55,69    | -      | Sara Hector  |
| 13.     | 20 lutego | 2022 | Pekin       | Zawody drużynowe | -          | -      | Austria      |

### Mistrzostwa świata
| Miejsce | Dzień     | Rok  | Miejscowość        | Konkurencja | Czas biegu | Strata | Zwyciężczyni        |
| ------- | --------- | ---- | ------------------ | ----------- | ---------- | ------ | ------------------- |
| 11.     | 14 lutego | 2023 | Courchevel/Méribel | Drużynowo   | -          | -      | Stany Zjednoczone   |
| DNF1    | 17 lutego | 2023 | Courchevel/Méribel | Gigant      | 2:07,13    | -      | Mikaela Shiffrin    |
| 10.     | 18 lutego | 2023 | Courchevel/Méribel | Slalom      | 1:43,15    | +1,31  | Laurence St-Germain |
| 30.     | 13 lutego | 2025 | Saalbach           | Gigant      | 2:22,71    | +9,82  | Federica Brignone   |
| 17.     | 15 lutego | 2025 | Saalbach           | Slalom      | 1:58,00    | +4,85  | Camille Rast        |

### Mistrzostwa świata juniorów
| Miejsce | Dzień       | Rok  | Miejscowość | Konkurencja | Czas biegu | Strata | Zwyciężczyni    |
| ------- | ----------- | ---- | ----------- | ----------- | ---------- | ------ | --------------- |
| DNF     | 7 marca     | 2020 | Narwik      | Zjazd       | 1:03,87    | –      | Magdalena Egger |
| 11.     | 8 marca     | 2020 | Narwik      | Supergigant | 1:08,10    | +1,21  | Magdalena Egger |
| 5.      | 9 marca     | 2020 | Narwik      | Kombinacja  | 1:39,23    | +1,46  | Magdalena Egger |
| 4.      | 11 marca    | 2020 | Narwik      | Gigant      | 2:04,91    | +1,01  | Sara Rask       |
| 4.      | 8 marca     | 2021 | Bansko      | Supergigant | 53,32      | +0,75  | Lena Wechner    |
| 1.      | 9 marca     | 2021 | Bansko      | Gigant      | 1:46,54    | -      | -               |
| DNF2    | 10 marca    | 2021 | Bansko      | Slalom      | 1:40,24    | -      | Sophie Mathiou  |
| 1.      | 21 stycznia | 2023 | Sankt Anton | Gigant      | 2:06,02    | -      | -               |
| 1.      | 24 stycznia | 2023 | Sankt Anton | Slalom      | 1:36,98    | -      | -               |

### Puchar Świata

#### Miejsca w klasyfikacji generalnej
- sezon 2019/2020: -
- sezon 2020/2021: -
- sezon 2021/2022: 86.
- sezon 2022/2023: 38.
- sezon 2023/2024: 86.
- sezon 2024/2025:

#### Miejsca na podium w zawodach
Aronsson Elfman nie stanęła na podium zawodów PŚ.